# Muara Putih
Muara Putih is een bestuurslaag in het regentschap Lampung Selatan van de provincie Lampung, Indonesië. Muara Putih telt 5170 inwoners (volkstelling 2010).